# Campeonato Mundial de Futebol de Salão de 2007
O Campeonato Mundial de Futebol de Salão de 2007, foi a nona edição do Campeonato Mundial de Futebol de Salão - FIFUSA. Tendo como sedes as principais cidades da Província de Mendoza, na Argentina. Contou com a presença de 16 países, divididos em quatro grupos na primeira fase.
O Paraguai sagrou-se campeã ao derrotar os anfitriões, a Argentina por 1 - 0.

## Primeira fase

### Grupo A
| País      | P | J | V | E | D | GP | GC | SG |
| --------- | - | - | - | - | - | -- | -- | -- |
| Argentina | 9 | 3 | 3 | 0 | 0 | 15 | 6  | 9  |
| Bélgica   | 4 | 3 | 1 | 1 | 1 | 10 | 10 | 0  |
| Uruguai   | 4 | 3 | 1 | 1 | 1 | 12 | 14 | -2 |
| Noruega   | 0 | 3 | 0 | 0 | 3 | 9  | 16 | -7 |

| 1 de setembro | Bélgica | 4 - 4 | Uruguai | Poliesportivo Andes Talleres (Godoy Cruz) |
|               |         |       |         |                                           |

| 1 de setembro | Argentina | 6 - 2 | Noruega | Poliesportivo Vicente Polimeni (Las Heras) |
|               |           |       |         |                                            |

| 2 de setembro | Bélgica | 5 - 4 | Noruega | Poliesportivo Andes Talleres (Godoy Cruz) |
|               |         |       |         |                                           |

| 2 de setembro | Argentina | 7 - 3 | Uruguai | Poliesportivo Vicente Polimeni (Las Heras) |
|               |           |       |         |                                            |

| 3 de setembro | Uruguai | 5 - 3 | Noruega | Poliesportivo La Colonia (Junín) |
|               |         |       |         |                                  |

| 3 de setembro | Argentina | 2 - 1 | Bélgica | Poliesportivo Andes Talleres (Godoy Cruz) |
|               |           |       |         |                                           |

### Grupo B
| País      | P | J | V | E | D | GP | GC | SG  |
| --------- | - | - | - | - | - | -- | -- | --- |
| Paraguai  | 9 | 3 | 3 | 0 | 0 | 41 | 8  | 33  |
| Equador   | 6 | 3 | 2 | 0 | 1 | 20 | 25 | -5  |
| Catalunha | 1 | 3 | 0 | 1 | 2 | 10 | 18 | -8  |
| Chile     | 1 | 3 | 0 | 1 | 2 | 14 | 34 | -20 |

| 1 de setembro | Catalunha | 2 - 5 | Equador | Poliesportivo Juan D. Ribosqui (Maipú) |
|               |           |       |         |                                        |

| 1 de setembro | Paraguai | 18 - 1 | Chile | Poliesportivo Juan D. Ribosqui (Maipú) |
|               |          |        |       |                                        |

| 2 de setembro | Paraguai | 17 - 6 | Equador | Poliesportivo Vicente Polimeni (Las Heras) |
|               |          |        |         |                                            |

| 2 de setembro | Catalunha | 7 - 7 | Chile | Poliesportivo Juan D. Ribosqui (Maipú) |
|               |           |       |       |                                        |

| 3 de setembro | Equador | 9 - 6 | Chile | Poliesportivo Juan D. Ribosqui (Maipú) |
|               |         |       |       |                                        |

| 3 de setembro | Paraguai | 6 - 1 | Catalunha | Poliesportivo Hipólito Yrigoyen (Luján de Cuyo) |
|               |          |       |           |                                                 |

### Grupo C
| País      | P | J | V | E | D | GP | GC | SG |
| --------- | - | - | - | - | - | -- | -- | -- |
| Colômbia  | 9 | 3 | 3 | 0 | 0 | 24 | 5  | 19 |
| Chéquia   | 6 | 3 | 2 | 0 | 1 | 4  | 12 | -8 |
| Canadá    | 3 | 3 | 1 | 0 | 2 | 9  | 13 | -4 |
| Venezuela | 0 | 3 | 0 | 0 | 3 | 9  | 16 | -7 |

| 1 de setembro | Colômbia | 5 - 1 | Canadá | Poliesportivo Hipólito Yrigoyen (Luján de Cuyo) |
|               |          |       |        |                                                 |

| 1 de setembro | Chéquia | 1 - 0 | Venezuela | Poliesportivo La Colonia (Junín) |
|               |         |       |           |                                  |

| 2 de setembro | Colômbia | 9 - 4 | Venezuela | Poliesportivo Hipólito Yrigoyen (Luján de Cuyo) |
|               |          |       |           |                                                 |

| 2 de setembro | Chéquia | 3 - 2 | Canadá | Poliesportivo Juan D. Ribosqui (Maipú) |
|               |         |       |        |                                        |

| 3 de setembro | Chéquia | 0 - 10 | Colômbia | Poliesportivo Andes Talleres (Godoy Cruz) |
|               |         |        |          |                                           |

| 3 de setembro | Canadá | 6 - 5 | Venezuela | Poliesportivo Juan D. Ribosqui (Maipú) |
|               |        |       |           |                                        |

### Grupo D
| País       | P | J | V | E | D | GP | GC | SG |
| ---------- | - | - | - | - | - | -- | -- | -- |
| Peru       | 6 | 3 | 2 | 0 | 1 | 13 | 10 | 3  |
| Bolívia    | 6 | 3 | 2 | 0 | 1 | 13 | 11 | 2  |
| Rússia     | 3 | 3 | 1 | 0 | 2 | 13 | 15 | -2 |
| Costa Rica | 3 | 3 | 1 | 0 | 2 | 13 | 16 | -3 |

| 31 de agosto | Rússia | 5 - 8 | Peru | Poliesportivo La Colonia (Junín) |
|              |        |       |      |                                  |

| 1 de setembro | Bolívia | 8 - 6 | Costa Rica | Poliesportivo Hipólito Yrigoyen (Luján de Cuyo) |
|               |         |       |            |                                                 |

| 2 de setembro | Bolívia | 1 - 2 | Peru | Poliesportivo Hipólito Yrigoyen (Luján de Cuyo) |
|               |         |       |      |                                                 |

| 2 de setembro | Rússia | 5 - 3 | Costa Rica | Poliesportivo La Colonia (Junín) |
|               |        |       |            |                                  |

| 3 de setembro | Peru | 3 - 4 | Costa Rica | Poliesportivo Vicente Polimeni (Las Heras) |
|               |      |       |            |                                            |

| 3 de setembro | Bolívia | 4 - 3 | Rússia | Poliesportivo Hipólito Yrigoyen (Luján de Cuyo) |
|               |         |       |        |                                                 |

|  |                             |
|  | Classificação à fase final  |
|  | Eliminados na primeira fase |

## Fase final
|  | Quartas-de-final | Quartas-de-final |           |          | Semifinais     | Semifinais     |  |  | Final | Final |
|  |                  |                  |           |          |                |                |  |  |       |       |
|  |                  |                  |           |          |                |                |  |  |       |       |
|  |                  |                  |           |          |                |                |  |  |       |       |
|  | Argentina        | 10               |           |          |                |                |  |  |       |       |
|  | Argentina        | 10               |           |          |                |                |  |  |       |       |
|  | Equador          | 2                |           |          |                |                |  |  |       |       |
|  | Equador          | 2                | Argentina | 7        |                |                |  |  |       |       |
|  |                  |                  | Argentina | 7        |                |                |  |  |       |       |
|  |                  | Colômbia         | 6         |          |                |                |  |  |       |       |
|  | Colômbia         | Colômbia         | 6         | 4        |                |                |  |  |       |       |
|  | Colômbia         |                  |           | 4        |                |                |  |  |       |       |
|  | Bolívia          | 1                |           |          |                |                |  |  |       |       |
|  | Bolívia          | 1                | Argentina | 0        |                |                |  |  |       |       |
|  |                  |                  | Argentina | 0        |                |                |  |  |       |       |
|  |                  | Paraguai         | 1         |          |                |                |  |  |       |       |
|  | Paraguai         | Paraguai         | 1         | 4        |                |                |  |  |       |       |
|  | Paraguai         |                  |           | 4        |                |                |  |  |       |       |
|  | Bélgica          | 1                |           |          |                |                |  |  |       |       |
|  | Bélgica          | 1                | Paraguai  | 4        | Terceiro lugar | Terceiro lugar |  |  |       |       |
|  |                  |                  | Paraguai  | 4        | Terceiro lugar | Terceiro lugar |  |  |       |       |
|  |                  | Peru             | 1         |          |                |                |  |  |       |       |
|  | Peru             | Peru             | 1         | 7        | Peru           | 2              |  |  |       |       |
|  | Peru             |                  |           | 7        | Peru           | 2              |  |  |       |       |
|  | Chéquia          | 5                |           | Colômbia | 4              |                |  |  |       |       |
|  | Chéquia          | 5                |           |          | 4              |                |  |  |       |       |
|  |                  |                  |           |          |                |                |  |  |       |       |
|  |                  |                  |           |          |                |                |  |  |       |       |

### 3º / 4º
| 9 de setembro de 2007 | Peru | 2 – 4 | Colômbia | Poliesportivo La Colonia (Junín) |
|                       |      |       |          |                                  |

### 1º / 2º
| 9 de setembro de 2007 | Argentina | 0 – 1 | Paraguai | Poliesportivo Andes Talleres (Godoy Cruz) |
|                       |           |       |          |                                           |

| Campeonato Mundial de Futebol de Salão de 2007 |
| ---------------------------------------------- |
| Paraguai 3º título                             |